# Дългоопашат панголин
Дългоопашатият панголин (Manis tetradactyla), също дългоопашат люспеник, е вид бозайник от семейство Панголинови (Manidae). Видът е световно застрашен, със статут уязвим.

## Разпространение и местообитание
Разпространен е в Габон, Гана, Екваториална Гвинея, Камерун, Демократична република Конго, Република Конго, Кот д'Ивоар, Либерия, Нигерия, Сиера Леоне и Централноафриканската република.